# Erdfall (Lindenhof)
Der Erdfall südlich vom Lindenhof bei Weimar ist eine durch einen Auslaugungsprozess des Travertins entstandene Vertiefung im Boden (Doline). 
Der Erdfall liegt inmitten eines Ackers und ist durch die Bäume, die ihn säumen, charakterisiert. Seine gewissermaßen insuläre Erscheinung macht ihn ungewöhnlich. Er ist Teil einer westlich und nördlich der Belvederer Allee gelegenen Karstlandschaft.
Der Erdfall steht auf der Liste der Naturdenkmale in Weimar. Die Erdfälle in der Umgebung des Lindenhofes wurden 1975 in diese Liste aufgenommen. Er ist auch auf der Liste der Geotope in Weimar aufgeführt. Er wurde als Offenland-Biotop unter Naturschutz gestellt, da er als Zufluchtsort für Tiere gilt und sich in einen größeren Biotopverbund einordnet.
Das gesamte, 26 ha große Gelände zwischen Olympia-Wäldchen und Belvedere einschließlich Kirschplantage wurde 1994 per Rechtsverordnung als Geschützter Landschaftsbestandteil ausgewiesen. Dazu gehört auch dieser Erdfall.